# Kyrá Panagiá (Kárpathos)
Kyrá Panagiá, en grec moderne : Κυρά Παναγιά, est un village de l'île de Kárpathos, en Égée-Méridionale, Grèce.
Selon le recensement de 2011, le village est inhabité.